# NGC 1316
NGC 1316 또는 화로자리 A 은하(영어: Fornax A)는 화로자리 방향으로 약 6,000만 광년 떨어진 전파 은하이자, 렌즈형 은하이다. 현재 1,400MHz 파장에서 바라본 밤하늘에서 4번째로 밝은 전파원이기도 하다.

## 위치와 동반 은하
NGC 1316는 화로자리 은하단의 구성원으로, 은하단 내에서도 상당히 무겁고 큰 은하에 속한다. 허나, 한 은하단의 크거나 제일 큰 구성원은 은하단 중심에서 다른 은하 구성원의 움직임을 좌우하는 반면, NGC 1316은 은하단 외각에 위치한다. NGC 1316은 또한 근처에 있는 나선 은하 NGC 1317과 상호작용하는 것처럼 관측됐는데, 이 동반 은하가 NGC 1316의 형태에 영향을 주었다는 설도 존재한다.

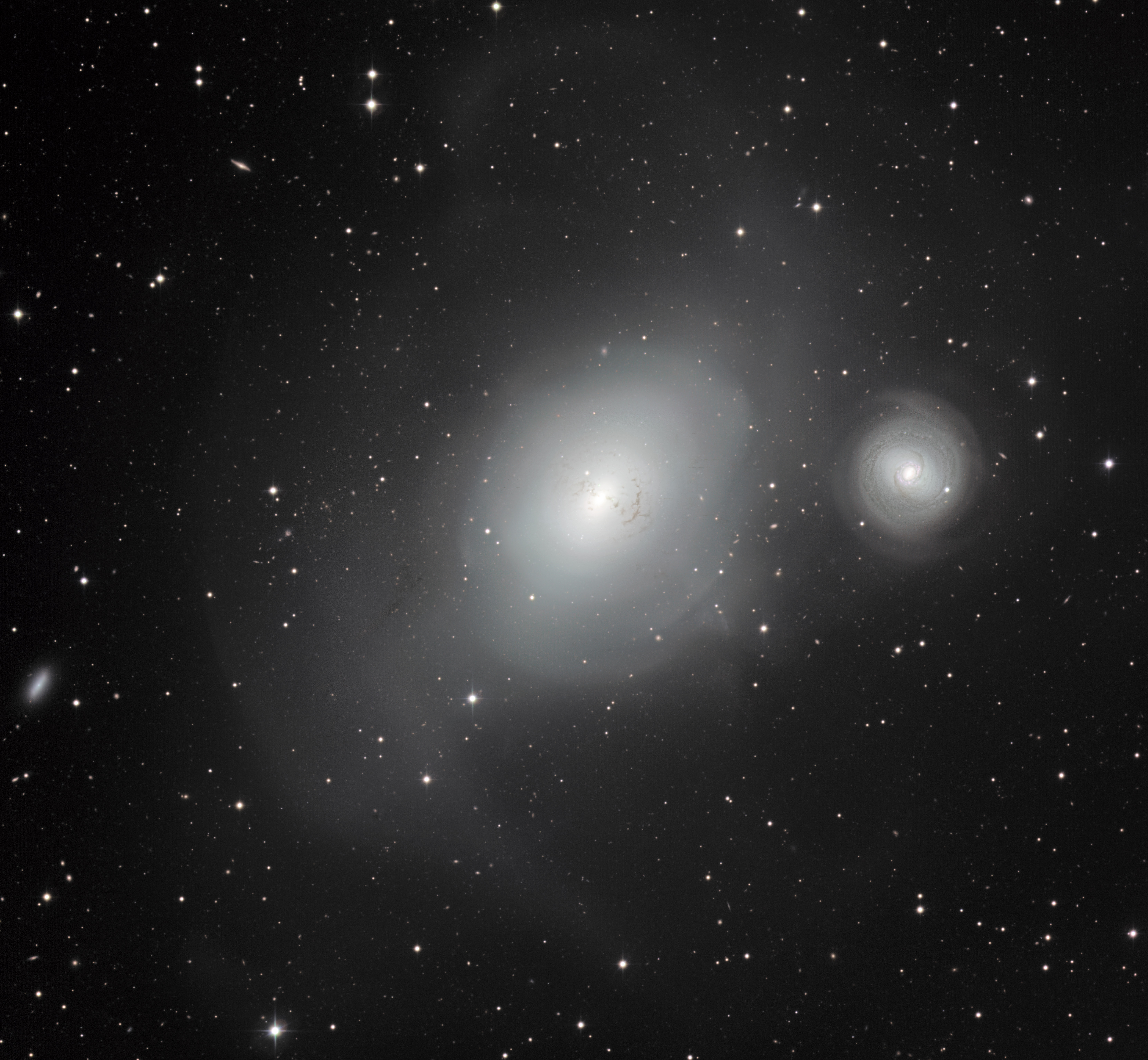
거대 렌즈형 은하 NGC 1316와 그 옆 (좌측)에 대중되는 나선 은하 NGC 1317.

## 같이 보기
- 센타우루스자리 A
- 처녀자리 A 은하